# Sezione rivoluzionaria di Parigi

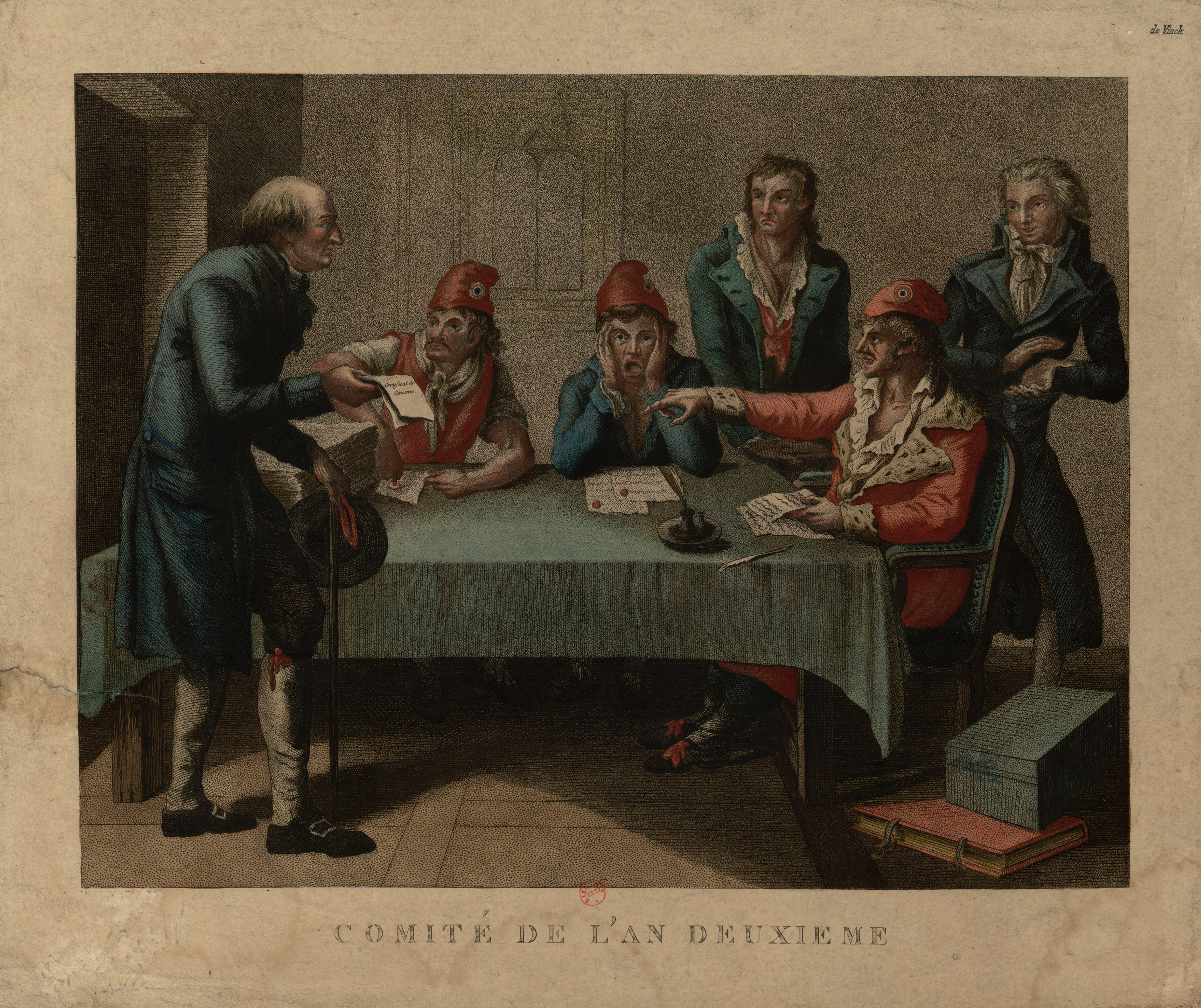
Comitato rivoluzionario di sezione

Le sezioni furono le suddivisioni territoriali e amministrative della città di Parigi costituite durante la Rivoluzione francese dal 1790 al 1795.

## Storia
La Parigi del tempo della Rivoluzione occupava 3.440 ettari di territorio in luogo dei 7.800 del XX secolo. La città era limitata ad ovest da place de l'Étoile, ad est dal cimitero di Père-Lachaise, a nord da place de Clichy e a sud dal cimitero di Montparnasse.
Sotto l'Ancien Régime, Parigi era composta di 21 quartieri. Nel 1789, in vista delle elezioni degli Stati generali, fu provvisoriamente divisa in 60 distretti. Con decreto dell'Assemblea costituente del 3 maggio 1790, firmato da Luigi XVI il 27 giugno, furono create 48 sezioni in sostituzione dei distretti. Non si trattava di un provvedimento tecnico, ma di una misura politica, ispirata dalla volontà dei costituenti di ridefinire la composizione delle circoscrizioni elettorali, in vista delle prossime elezioni per l'Assemblea Nazionale, in modo da rendere più moderate quelle che si erano rivelate troppo democratiche.
Ogni sezione si componeva di un comitato civile, di un comitato rivoluzionario e di una forza armata. Il comitato civile era formato da 16 membri eletti dai cittadini attivi - cioè contribuenti - residenti nel territorio della sezione, che avevano compiti di giustizia. Dal luglio del 1792, allargata la base di partecipazione con l'eliminazione della distinzione tra cittadini attivi e passivi, molte sezioni furono dominate dai sanculotti e sedettero in permanenza. Il 9 agosto ogni sezione elesse e inviò rappresentanti al municipio di Parigi che si costituì in Comune insurrezionale con la caduta della monarchia.
Dal 21 marzo 1793 fu costituito in ogni sezione un comitato rivoluzionario, inizialmente con compiti di vigilanza sugli stranieri. Poi, con l'emanazione della legge dei sospetti, il 17 settembre, le sezioni si arrogarono il diritto di controllo su tutti i cittadini di Parigi, stilando liste di presunti contro-rivoluzionari ed emanando mandati di arresto, pur mantenendosi in contatto con il Comitato di sicurezza generale.
Ogni sezione forniva alla città una compagnia di fanti e una di artiglieri, formate ciascuna da circa 120 uomini. Otto compagnie formavano una legione, così che le forze armate della capitale erano costituite complessivamente da sei legioni di fanteria e da 48 compagnie di artiglieri dotate di 96 cannoni. Alla caduta di Robespierre, il 27 luglio 1794, diciotto compagnie si trovavano al fronte, e delle trenta rimaste a Parigi, tre erano di guardia e 17 risposero all'appello della Comune contro la reazione termidoriana, ma mancarono i capi per poter svolgere un'efficace opposizione. Il Direttorio soppresse le sezioni nel 1795, sostituendo al nome di sezione quello di divisione e poi di quartiere, e soprattutto privandole di ogni funzione politica.